# Коргонский хребет
Корго́нский хребе́т — хребет на северо-западе Алтайских гор, на территории Алтайского края и Республики Алтай. Длина — около 100 км. Высшая точка — Маяк Шангина (2490 м), а средние высоты колеблются в пределах 2000—2200 м. Представляет собой сложную система гребней и отрогов с длинной осевой частью, вытянутой с северо-запада на юго-восток. Горные склоны относительно крутые и сильно расчлененные долинами рек Коргон, Кутерген, Красноярка и Кумир — притоками Чарыша.
Хребет «зажат» между соседними грядами — Бащелакским и Тигирецким хребтами с севера и Коксуйским хребтом с юга. С востока от хребта проходит дорога Р373 на Тюнгур.
Хребет сложен туфами и туфогенными породами, а также песчаниками и сланцами.
До высоты 1900 м доходит граница темнохвойных лесов с вкраплением лиственичников; выше — альпийские и субальпийские луга.